# Thomas Bidegain
Thomas Bidegain (Maule-Lextarre, 23 de març de 1968) és un guionista i director de cinema francès d'origen suletí. Destaca per les seves col·laboracions amb el director Jacques Audiard. Va rebre el premi César al millor guió original el 2010 per Un profeta. El debut com a director de Bidegain amb Les Cowboys, fou a la secció de la Quinzena dels Directors al Festival de Cannes del 2015.

## Biografia
Fill d’un industrial argentí, Bidegain es va llicenciar en economia i comerç per la Universitat de Paris-Dauphine. Apassionat des de ben jove pel cinema, va treballar a Los Angeles, com a responsable d'un catàleg de pel·lícules per a una productora espanyola. De retorn a França, va passar a ser responsable de distribució a MK2, abans d'incorporar-se a l'empresa Why Not Productions.
Thomas Bidegain comença a col·laborar amb Jacques Audiard ajudant-lo a negociar amb James Toback els drets de la pel·lícula nord-americana Fingers (1978). Després va signar el seu primer guió, per a la pel·lícula À boire (2004) de la parella d'Audiard, Marion Vernoux. Fou així que el director va demanar la seva col·laboració en el guió de De tant bategar se m’ha parat el cor (basada en Fingers) i anys més tard es va convertir en el seu guionista oficial amb Un profeta (2010), que va trigar tres anys a escriure. Aquesta pel·lícula li va valer el César al millor guió original. Tres anys més tard, va guanyar el César a la millor adaptació amb Jacques Audiard per De rovell i d'os.
A l’any 2015 va dirigir la seva primera pel·lícula, Les Cowboys. A la banda sonora de la pel·lícula, Bidegain interpreta la cançó Smalltown Boy de Bronski Beat. En el mateix any va co-escriure Dheepan (2015) d'Audiard, inspirada en les Cartes perses de Montesquieu, guanyant la Palma d'Or a Cannes.
Esdevingut guionista a temps complet als 40 anys i "entre els més sol·licitats del cinema francès" segons Les Inrockuptibles i Le Monde, a l’any 2020, copresideix la Societat de Directors de Cinema

## Filmografia
Director
- 2015 : Les Cowboys
- 2020 : Selfie (codirigida amb altres)

Guionista
- 2004 : À boire de Marion Vernoux
- 2009 : Un prophète de Jacques Audiard
- 2012 : De rouille et d'os de Jacques Audiard
- 2012 : À perdre la raison de Joachim Lafosse
- 2014 : Saint Laurent de Bertrand Bonello
- 2014 : La Famille Bélier d'Éric Lartigau
- 2014 : La Résistance de l'air de Fred Grivois
- 2015 : Les Cowboys de Thomas Bidegain
- 2015 : Dheepan de Jacques Audiard
- 2015 : Ni le ciel ni la terre de Clément Cogitore
- 2017 : Le Fidèle de Michaël R. Roskam
- 2018 : Les Frères Sisters de Jacques Audiard
- 2019 : Qui a tué Lady Winsley? de Hiner Saleem
- 2019 : La Fameuse Invasion des ours en Sicile de Lorenzo Mattotti
- 2020 : #Jesuislà d'Éric Lartigau
- 2021 : Stillwater de Tom McCarthy
- 2022 : Notre-Dame brûle de Jacques Annaud
- 2023 : Une zone à défendre de Romain Cogitore